# 姜兆齊
姜兆齊（？—？），號表東，山东莱州府掖縣軍籍。

## 生平
湖广按察司副使姜廷珤之子。万历三十一年（1603年）癸卯科山东乡试举人，四十一年（1613年）癸丑科進士，工部觀政，四十二年授灵寿知县，四十四年考察，補保定府儒學教授，四十五年升南京國子監學正，四十六年官南京户部湖廣司主事，歷升南户部山西司郎中，天啓二年管扬州钞关，六年養病去職。

## 家族
曾祖姜蘭，義官。祖父姜迪，贈湖廣按察司副使。父姜廷珤，嘉靖丙辰進士，累官湖廣按察司副使。前母吕氏，贈恭人；母趙氏，封恭人。永感下。弟姜兆張，天啓二年壬戌進士。